# Vatma Vall Mint Soueina
Vatma Vall Mint Soueina (nascida em 25 de agosto de 1977) é uma política mauritana que atuou como Ministra das Relações Exteriores em 2015 e como Ministra da Pecuária de 2015 a 2018.

## Infância e educação
Vatma Soueina nasceu em 25 de agosto de 1977, na cidade de Ayoun el Atrous. Ela é um membro da casta dos ferreiros. Ela estudou no Lycée National, em Nouakchott, capital da Maurtiânia, antes de obter um mestrado em Inglês pela Universidade de Nouakchott, em 2001.

## Carreira
Vatma Soueina foi professora de inglês do ensino médio de 2001 a 2005, antes de se tornar professora de estudos americanos e literatura na Universidade de Nouakchott, em 2005. Em 2014, foi Ministra da Cultura e do Artesanato. Vatma Soueina foi nomeada Ministra das Relações Exteriores em janeiro de 2015. Ela presidiu a 142ª sessão do Conselho da Liga Árabe e a 26ª sessão do Conselho Executivo da União Africana, em Adis Abeba, capital da Etiópia.
Em setembro de 2015, em uma remodelação ministerial do presidente Mohamed Ould Abdel Aziz, ela foi substituída por Hamadi Ould Meimou e tornou-se Ministra da Pecuária. Função que exerceu até nova remodelação do gabinete, em outubro de 2018.
Ela serviu como Embaixadora na Costa do Marfim de 2019 a 2021.

## Vida pessoal
Vatma Soueina é casada.